# Herzog

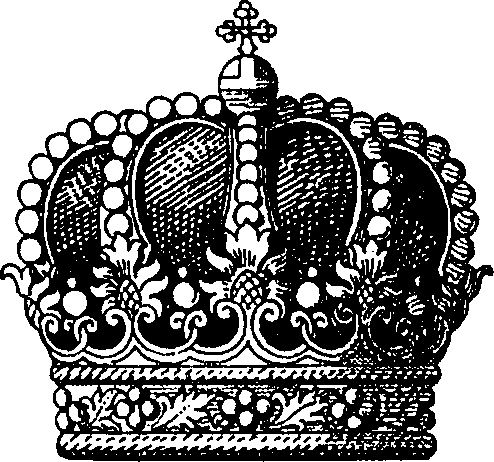
Heraldische Herzogskrone

Herzog (althochdeutsch herizogo, lateinisch dux, ursprünglich Führer, Heerführer im Kriege) ist ein Adelstitel. Im Französischen entspricht er dem duc, im Englischen dem duke, im Spanischen dem duque, im Italienischen dem duca, im Ungarischen herceg, im Portugiesischen dem duque und im Polnischen dem wojewoda. Die Bezeichnungen in den romanischen Sprachen gehen auf lateinisch dux „Anführer“ zurück.

## Geschichte
Ursprünglich waren Herzöge germanische Heerführer, die für die Dauer eines Kriegszuges von den freien Männern eines Stammes durch Wahl im Rahmen eines Things bestimmt wurden. Üblicherweise wurden Krieger gewählt, die große Erfahrung und hohes Ansehen im Gemeinwesen vorweisen konnten. Meist spielten auch die Größe und die Kampfkraft der Gefolgschaft eine wichtige Rolle. Bekannte germanische Herzöge waren Ariovist, Arminius, Marbod und Widukind.
In der Merowingerzeit waren Herzöge königliche Amtsträger mit vorwiegend militärischen Aufgaben in den von den Franken eroberten germanischen und romanischen Stammesgebieten, die von den merowingischen Königen nicht ohne Anerkennung einer einheimischen Zwischenmacht ihrer direkten königlichen Herrschaft unterworfen werden konnten. Dazu gehören Alemannien, Baiern, Franken (um Würzburg), Aquitanien und die Bretagne.

### Frühmittelalter
Im Frühmittelalter entstanden im Raum des fränkischen Reiches erbliche Stammesherzogtümer, die von den Karolingern aufgehoben wurden, mit dem Niedergang der königlichen Zentralgewalt Ende des 9. Jahrhunderts aber wieder auflebten. Die Stammesherzöge im Ostfrankenreich zu Zeiten Heinrichs I. waren in der Regel Mitglieder regionaler Herrscherdynastien, die in einem auf den jeweiligen Stamm bezogenen Gebiet über die dortigen Grafen und Edelherren stellvertretend für den König dessen Rechte ausübten, z. B. den Heerbann führten oder Landtage einberiefen und Gericht hielten.

### Hochmittelalter
Im 12. und 13. Jahrhundert verwandelten sich die Stammesherzogtümer des Heiligen Römischen Reichs durch Aufspaltung zunehmend in Territorial- und Titularherzogtümer. Ein Herzog war danach Herrscher über bestimmte, räumlich oft zerrissene Territorien oder Träger des vom König verliehenen Adelstitels. Welche Grafen und Edelherren seine Oberherrschaft anerkannten, war v. a. von der Durchsetzungskraft des jeweiligen Herzogs abhängig. Die Herzogswürde wurde vom König als Lehen vergeben und konnte auch wieder entzogen werden (siehe Heinrich dem Löwen und dessen Absetzung in Sachsen und Bayern 1180).
Den Anfang machte das Herzogtum Bayern, das schon 976 in die Herzogtümer Baiern und Kärnten geteilt wurde. Das Herzogtum Schwaben folgte 1079 bzw. 1098 und wurde unter die Dynastien der Zähringer und Staufer aufgeteilt. Dann wurde 1156 die Markgrafschaft Österreich aus Bayern herausgelöst, zum Herzogtum erhoben und 1180 auch noch das Herzogtum Steiermark von Bayern abgetrennt. In diesem Zusammenhang ist auch das Herzogtum Meranien zu sehen. Auch der ursprünglich auf ein Stammesgebiet bezogene Titel eines „Herzogs von Sachsen“ wurde auf diese Weise nach 1180 aufgespalten und regional neu zugeordnet: Der Erzbischof von Köln erhielt vom deutschen König den Titel eines Herzogs von Westfalen (einer bis dahin zum sächsischen Stammesherzogtum gehörigen Region, quasi Westsachsen), während das Fürstenhaus der Askanier den Titel eines Herzogs von Sachsen für den Ostteil des bisherigen Stammesherzogtums erhielt, ohne sich in diesem Gebiet gegen die örtlichen Grafen durchsetzen zu können. Lediglich für ihre älteren Lehen und für die Neulehen um Lauenburg und Wittenberg setzten sie sich mit diesem Titel durch und wurden seit 1356 dafür Kurfürsten von Sachsen (mit Sitz in Wittenberg) genannt. Nach dem Aussterben der Wittenberger Askanier (1422) belehnte König Sigismund mit dem Herzog- und Kurfürstentum Sachsen (Wittenberg) 1423 Markgraf Friedrich den Streitbaren von Meißen, wodurch der sächsische Kurfürsten- und Herzogstitel an die noch viel weiter östlich sitzenden Wettiner, die Markgrafen von Meißen, kam. Der höhere Titel eines Herzogs und Kurfürsten von Sachsen drängte den Titel des Markgrafen von Meißen in die zweite Reihe. So gelangte der ursprünglich auf das heutige Niedersachsen bezogene Herzogstitel und Landesname in das heutige Land Sachsen um Dresden und Meißen, mit dem er bis dahin nur insoweit zu tun hatte, als die dortigen Markgrafen der (nominellen) Oberherrschaft des sächsischen Stammesherzogs unterstanden. Nach der Schlacht bei Mühlberg 1547 stellten die nun auf Thüringen beschränkten ernestinischen Wettiner ihren dort entstehenden Kleinstaaten, die auch zum Gebiet des alten Stammesherzogtums gehört hatten, ebenfalls die Bezeichnung „Sachsen“ voran (bis 1918 Sachsen-Weimar und Eisenach, Sachsen-Coburg und Gotha, Sachsen-Meiningen, Sachsen-Altenburg).
Während sich in Bayern der stammesbezogene Herzogstitel seit 1180 auf die Ländereien der Wittelsbacher beschränkte, die ihn seither führten, kam der Titel eines Herzogs von Schwaben seit dem Aussterben der Hohenstaufen 1268 außer Gebrauch. Den Ehrentitel „Herzog von Franken“ erhielten die Fürstbischöfe von Würzburg 1168 und führten ihn bis 1802/03 für ihre fürstbischöflichen Territorien. Danach gelangten diese – mit dem größten Teil Frankens – an das Königreich Bayern, wodurch die Könige auch den fränkischen Herzogstitel übernahmen. Den schwäbischen nahmen sie nur mit der Einschränkung Herzog in Schwaben an, da der Großteil des historischen Schwaben außerhalb Bayerns liegt.

### Spätmittelalter und Frühe Neuzeit
Zugleich aber traten im Spätmittelalter durch Rangerhebungen verschiedener Fürsten neue dynastisch-territorial definierte Herzogtümer hinzu: Den Anfang machten 1235 die Welfen, die 1180 ihr bayerisches Stammesherzogtum an Otto I. aus dem Hause Wittelsbach sowie ihr sächsisches Stammesherzogtum an den Erzbischof von Köln und eine Reihe weiterer Territorialfürsten verloren hatten; für ihre Erbbesitzungen in Norddeutschland erhielten sie nunmehr den Titel eines Herzogs von Braunschweig-Lüneburg. 1348 wurden auch die slawischen Fürsten von Pommern und Mecklenburg, 1339 der Graf von Geldern, 1495 der Graf von Württemberg vom König bzw. Kaiser zu Herzögen erhoben. Das Herzogtum Niederlothringen wurde 1190 mit Brabant vereinigt, dessen Landgrafen bereits seit etwa 1183 den Herzogtitel führte. In der Frühen Neuzeit ebbte diese Form der Rangerhöhung ab; stattdessen versuchten seither einige Herzöge, den höherwertigen Kurfürsten-Titel (mit dem Recht der Teilnahme an der Kaiserwahl) zu erlangen, was dem Herzog zu Braunschweig und Lüneburg aus der Linie Calenberg-Göttingen 1692 gelang (zum Ärger der älteren Braunschweiger Linie), dem Herzog von Württemberg erst 1803.
Anders als in den Zentralstaaten Königreich England (siehe: Duke) oder Königreich Frankreich waren die Herzogstitel im Heiligen Römischen Reich keine Erstgeburtstitel, denn die erblichen Fahnlehen wurden vom Kaiser der jeweiligen Familie „zur gesamten Hand“ verliehen. Daher wurde innerhalb dieser Familien der Herzogstitel von sämtlichen Familienmitgliedern geführt, so bei den Wittelsbachern ab 1180 als Herzöge von Bayern, bei ihren Vorgängern, den Welfen, ab 1235 als Herzöge von Braunschweig-Lüneburg, bei den Wettinern ab 1423 als Herzöge zu Sachsen, bei den Habsburgern seit 1453 als Erzherzöge von Österreich. Bei der Belehnungszeremonie vertrat zwar der jeweils dynastisch Familienälteste sein Geschlecht, empfing aber die Fahne (und damit die Belehnung) nicht ad personam, sondern stellvertretend für sein gesamtes Haus. Wie die Herzogsfamilien dann intern ihre Regierungsfunktionen wahrnahmen (im Kondominium, in Primogenitur oder durch Aufteilung in inoffizielle Teilfürstentümer) war ihre Sache. Innerhalb der Lehnsherzogtümer konnten die Familien also Teilfürstentümer errichten und vererben, auch wieder verschmelzen oder neu aufteilen, nach denen sie sich (inoffiziell) dann auch benannten; das jeweilige Reichslehen aber blieb ungeteilt an die Gesamtfamilie vergeben, weshalb auch alle Familienmitglieder als offiziellen Namen den darauf bezogenen Herzogstitel führten (und – etwa bei den Welfen und Wettinern, im Haus Württemberg oder im Haus Oldenburg – bis heute als Namensbestandteil führen). Der Prinzentitel, den diese Familien dann später ebenfalls annahmen, bezieht sich hingegen auf die erst nach dem Ende des Alten Reiches 1806 entstandenen souveränen Staaten des Deutschen Bundes und nachfolgend des Deutschen Kaiserreichs, als z. B. aus einem Teil des alten Herzogtums (und späteren Kurfürstentums) Sachsen das Königreich Sachsen wurde. So erklärt sich auch der sonderbare Familienname der Albertiner: Prinz von Sachsen, Herzog zu Sachsen oder der Ernestiner, etwa: Prinz von Sachsen-Weimar-Eisenach, Herzog zu Sachsen oder bei den Welfen: Prinz von Hannover, Herzog zu Braunschweig und Lüneburg. Wobei in der amtlichen Version seit 1919 das Komma wegfällt.

### Neuzeit
Mit der Zerschlagung des Heiligen Römischen Reiches zwischen 1801 und 1806 und der Herrschaft Napoleons über die deutschen Lande erfolgte eine weitere Folge von Rangerhöhungen für anpassungsbereite deutsche Fürsten: Bisherige Herzöge wurden – wie der von Württemberg – erst zu Kurfürsten, dann zu Königen befördert, bisherige Fürsten – wie die diversen Linien von Anhalt – stiegen zu Herzögen auf. Nach dem Sieg über Napoleon führte 1815 der Wiener Kongress der Siegermächte zu einer weiteren, letzten Welle solcher Rangerhöhungen. Meist bedingt durch Verwandtschaft mit mächtigen Monarchen Europas, insbesondere mit dem russischen Kaiser oder dem König von Preußen, stiegen in den deutschen Ländern einige bisherige Herzöge 1815 zu Großherzögen auf (Sachsen-Weimar-Eisenach, Oldenburg, Mecklenburg-Schwerin und Mecklenburg-Strelitz, Luxemburg). Auch der Landgraf von Hessen-Darmstadt und der Markgraf von Baden wurden 1806 zu Großherzögen erhöht.
Großherzöge zeichnete vor allem das Recht aus, königliche Privilegien wahrzunehmen (etwa Nobilitierungen). Ihre Titulatur war demnach auch Königliche Hoheit. Heute führt nur noch der Monarch von Luxemburg den Titel eines Großherzogs von Luxemburg.
Als Besonderheit existierte bis 1918 in Österreich die Titulatur eines Erzherzogs. Diese wurde ab 1359 geführt (gefälschtes Privilegium maius); sie sollte die hervorgehobene Stellung der Herzöge von Österreich gegenüber den anderen Reichsfürsten symbolisieren und diente als Pendant zur Würde eines Kurfürsten (jedoch ohne Königswahlrecht). Zunächst führten nur die jeweiligen Vorsteher des Hauses Habsburg diesen Titel; nachdem es aber Usus wurde, einen Habsburger zum deutschen König und römischen Kaiser zu wählen, führten fortan alle habsburgischen Prinzen den Titel eines Erzherzogs.
Regierende Herzöge in Deutschland (mit dem Prädikat Hoheit) waren zwischen 1815 und 1918: der Herzog von Braunschweig (Linie Wolfenbüttel bis 1884, Linie Hannover ab 1913); der Herzog von Anhalt (ab 1863, davor mehrere Teil-Herzogtümer); der nur bis 1866 regierende Herzog von Nassau, der 1890 das souveräne Großherzogtum Luxemburg erbte; der bis 1864 als Herzog von Schleswig, Holstein und Lauenburg regierende König von Dänemark (der in diesen drei Staaten vom König von Preußen abgelöst wurde, welcher zugleich Nassau annektierte); der von 1839 bis 1866 als Herzog von Limburg im Deutschen Bund repräsentierte König der Niederlande, sowie die wettinischen Herzöge von Sachsen-Coburg und Gotha (bis 1826: Sachsen-Coburg-Saalfeld), Sachsen-Meiningen und Sachsen-Altenburg.

### Herzöge in Italien
Außerhalb Deutschlands existierten in Europa auch souveräne Herzogtümer in Italien, wie etwa Guastalla, Lucca, Modena und Parma. Diese Staaten verschwanden 1859/60 im Zuge der italienischen Einigung und die einstigen Herrscher wurden zu Titularherzögen. Das 1815 anstelle der einstigen Adelsrepublik Genua geschaffene Herzogtum Genua war von vornherein unselbständiger Bestandteil des Königreiches Sardinien.

## Titularherzöge
Regierende Monarchen von höherem Rang konnten auch Adelige in den Herzogstand erheben (Titularherzöge). Dies waren in aller Regel Erstgeburtstitel. 1818 war etwa Fürst Metternich zum sizilianischen Herzog von Portella ernannt worden.
In vielen europäischen Monarchien wurden bzw. werden königlichen Prinzen zusätzlich historische Herzogstitel verliehen (früher zum Teil mit Ländereien und Einkünften, aber jeweils ohne Herrschaftsrechte). Dies galt für Frankreich bis zum Ende der Monarchie 1848/70, für Portugal entsprechend bis 1910 und Italien entsprechend bis 1946 und gilt heute noch für Spanien, Schweden, Großbritannien und Luxemburg.

### Deutschland
Während es häufiger vorkam, dass niedrigerer Adel gegraft oder gefürstet wurde, ist die bekannteste Erhebung zum Herzog diejenige Otto von Bismarcks zum Herzog zu Lauenburg durch Wilhelm II. im Jahr 1890; ein Titel, den er jedoch – aus Protest gegen den Verleiher – nicht führte. Daneben wurden in Preußen 1840 Fürst Victor zu Hohenlohe-Schillingsfürst zum Herzog von Ratibor und 1861 Fürst Hugo zu Hohenlohe-Oehringen zum Herzog von Ujest erhoben. 1900 wurde ebenfalls in Preußen der Fürst Hermann von Hatzfeldt-Trachenberg zum Herzog zu Trachenberg erhoben. 
König Max I. Joseph von Bayern ernannte 1817 seinen Schwiegersohn Eugène de Beauharnais zum Herzog von Leuchtenberg. 1867 wurde Graf Wilhelm von Württemberg, morganatischer Sohn eines württembergischen Herzogs, zum Herzog von Urach erhoben (Haus Urach).

### Frankreich
Zu den während des Ancien Régime erhobenen Herzögen des französischen Adels gehörten die von Angoulême, Anjou, Auvergne, Bourbon, Broglie, Enghien, Guise, Montpensier, Orléans und Vendôme. Zudem wurde eine ganze Reihe der Marschälle von Frankreich zu Herzögen erhoben. Auch Kaiser Napoleon setzte diese Tradition mit seinen Marschällen fort, so dass es eine inflationäre Zunahme der Titel wie die eines Herzogs von Albuféra, Auerstedt, Belluno, Castiglione, Conegliano, Dalmatien, Danzig, Elchingen, Istrien, Montebello, Ragusa, Reggio, Rivoli, Tarent, Treviso oder Valmy gab. Während des Zweiten Kaiserreichs kam es 1859 zur Erhebung des Herzogs von Magenta.

### Portugal
Üblicherweise kam es in Portugal zunächst zur Erhebung von Herzögen aus dem Kreis der Mitglieder oder Verwandten des Königshauses. 1415 erfolgte die Ernennung des Herzogs von Coimbra und des Herzogs von Viseu. 1453 entstand der Titel eines Herzogs von Beja für den zweiten Sohn des Königs. Weitere Beispiele portugiesischer Herzogstitel waren diejenigen von Aveiro, Braganza, Cadaval, Palmela, Saldanha und Terceira.

### Schweden
In Schweden begann König Gustav III. 1772, Prinzen ehrenhalber zu Herzögen über schwedische Landschaften zu ernennen. Diese Tradition wird bis heute fortgesetzt. Der gegenwärtige König, Carl XVI. Gustaf, schloss auch thronberechtigte Prinzessinnen mit ein. Kronprinzessin Victoria und ihr Mann sind Herzogin bzw. Herzog von Västergötland, Prinz Carl Philip und seine Frau sind Herzog bzw. Herzogin von Värmland, und Prinzessin Madeleine ist Herzogin von Hälsingland och Gästrikland (ihr Mann trägt keinen Titel). Deren Kinder sind Herzöge und Herzoginnen von Östergötland, Skåne, Södermanland, Dalarna, Halland, Västerbotten, Gotland, Ångermanland und Blekinge.

### Spanien
Herzöge in Spanien gehören zu den Granden. Beispiele für zum Teil seit dem späten Mittelalter tradierte Titel sind die von Alba, Alburquerque, Arcos, Arión, Benavente, Béjar, Cardona, El Infantado, Escalona, Fernán Núñez, Frías, Gandía, Híjar, Medina-Sidonia, Medinaceli, Montalto, Nájera, Osuna, Santisteban del Puerto, Segorbe und Villahermosa.
Innerhalb des spanischen Königshauses gibt es die Herzoginnen von Badajoz, Hernani und Soria, Lugo sowie Palma de Mallorca. Weitere Herzogstitel innerhalb des Königshauses waren die von Segovia, Anjou und Madrid, Anjou und Cádiz sowie Aquitanien.
Der erste demokratisch gewählte Ministerpräsident Spaniens nach dem Tode des Diktators Francisco Franco erhielt nach seinem Rücktritt 1981 von König Juan Carlos I. den Titel eines Herzogs von Suárez. Das einzige Kind Francos, seine Tochter Carmen Franco y Polo, hatte der König schon unmittelbar nach dem Tod des Diktators 1975 zur Herzogin von Franco erhoben. Der zweiten Titelträgerin Carmen Martínez-Bordiú y Franco wurden der Herzogs- und Grandentitel 2022 durch das Gesetz über die demokratische Erinnerung der sozialistischen Regierung Sanchez entzogen.

### Vereinigtes Königreich
Herzöge auf den britischen Inseln führen den Titel Duke und gehören zur Peerage. Die Dukes bilden im Vereinigten Königreich den höchsten Adelsrang nach der königlichen Familie, deren Mitglieder teilweise selbst Duke-Titel führen.
Erstmals wurde der Titel eines Dukes 1337 an Edward of Woodstock als Duke of Cornwall verliehen. Heute existieren noch ca. 37 Duketitel, wobei aber manche Dukes mehrere davon zugleich führen.
Im Gegensatz zu amtierenden oder mediatisierten Herzögen des Kontinents waren britische Herzöge nie als königlichen Familien ebenbürtig anerkannt, da es sich um Titularherzöge und nicht um Staatsoberhäupter im Rang eines Herzogs handelt. Die Heirat von Töchtern eines Dukes mit fremden königlichen Prinzen galt daher früher in der Regel als nicht standesgemäß. Wie in den meisten europäischen Ländern waren beziehungsweise sind Dukes in Großbritannien auch nicht dazu berechtigt, Nobilitierungen vorzunehmen, anders als einst die regierenden Herzöge Deutschlands, die Staatsoberhäupter beziehungsweise Bundesfürsten waren.

### China
Der chinesische Titel des Gong wird in der westlichen Übersetzung meist mit dem Herzog (duke) gleichgesetzt.

## Anrede
Die dem Titelinhaber zukommende Anrede war ursprünglich „Eure Gnaden“ (in Großbritannien bis heute His/Her Grace), innerhalb des Hochadels (unabhängig vom Titel) „Euer Liebden“. Herzöge als Familienmitglieder regierender Königshäuser waren und sind „Königliche Hoheiten“. Im 19. Jahrhundert wurde den im Deutschen Bund regierenden Herzögen ebenfalls die Anrede Hoheit zuteil. Wenn regierende Fürsten, etwa der Fürst von Liechtenstein oder der Fürst von Monaco, herzogliche Nebentitel führen, bleibt es bei der fürstlichen Anrede „Durchlaucht“.

## Belege
1. ↑  Wolfgang Pfeifer: Etymologisches Wörterbuch. Online-Ausgabe, Version 1.0.78
2. ↑  Walter Alison Phillips: Duke. In: Encyclopædia Britannica. Band 8, London 1911, S. 651.